# Pseudomiza castanearia
Pseudomiza castanearia är en fjärilsart som beskrevs av Moore 1867. Pseudomiza castanearia ingår i släktet Pseudomiza och familjen mätare. Inga underarter finns listade.